# Corrado Bonomi
Corrado Bonomi (Novara, 20 marzo 1956) è un artista italiano.
È stato tra gli esponenti del Concettualismo ironico italiano. Filo conduttore della sua opera è il forte senso ludico, attraverso l'utilizzo di materiali variegati per installazioni e assemblaggi dal contenuto critico e citazionista dei maestri del passato.

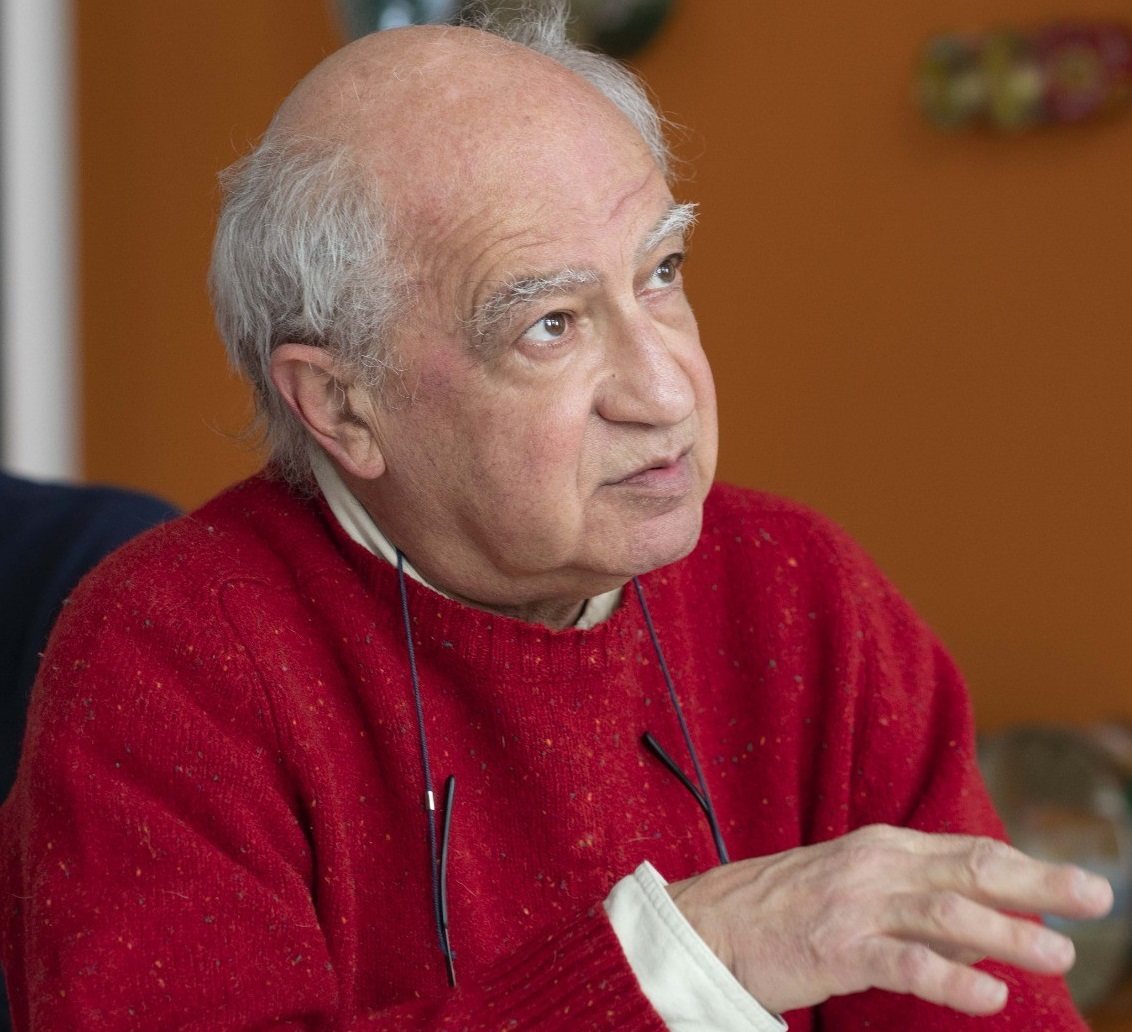
Corrado Bonomi durante un'intervista nel 2022.

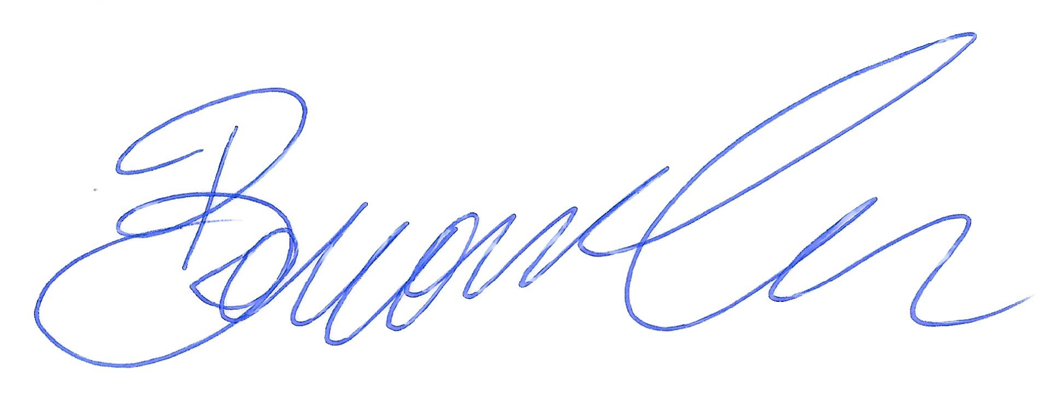
Firma di Corrado Bonomi.

## Biografia
Appassionato di disegno sin da bambino, studia presso il Liceo Artistico Amedeo Modigliani di Novara e, dopo il servizio militare, si iscrive nel 1975 alla facoltà di Architettura al Politecnico di Milano, che abbandona poco dopo. Si dedica brevemente all'attività del padre per poi rivolgersi esclusivamente all'attività artistica all'inizio degli anni Ottanta.

### Gli anni Ottanta
Alle prime nature morte, realizzate a partire dal 1982, fanno seguito altri soggetti come chicchi di caffè, treni, macchine e piante, esposti nella prima mostra personale a Milano del 1983 presso la galleria Il Mercante di Narciso Bonato, suo primo sostenitore e collezionista. Il vitalizio concesso gli permette di estendere la propria produzione, distaccandosi dalla pittura, comunque mai del tutto abbandonata, impegnandosi in un processo di allontanamento dalla Transavanguardia e dall'Arte povera.
Nel 1984 realizza il primo esemplare del ciclo Mare, una scatoletta di conserva al cui interno dipinge ad olio un pesce: tale opera segna l'inizio di una serie che diventerà la cifra stilistica di Bonomi, oltre ad aprire al più ampio discorso sulla tautologia.
In questa prima fase della sua carriera Bonomi utilizza la pittura come strumento sperimentale. La pittura di Bonomi non nasce dall'interesse per la figurazione, quindi per la rappresentazione di un soggetto, quanto dalle possibilità che il supporto offre. In tal senso accoglie la lezione dell'Arte povera ma rielaborandola in chiave duchampiana, traendo un frammento di oggetto dal mondo ed evidenziandone il carattere significante.

### Gli anni Novanta
Nel 1995 aderisce al gruppo del Concettualismo ironico italiano, composto da Giovanni Albertini, Alessandra Galbiati, Francesco Garbelli, Dario Ghibaudo, Antonella Mazzoni e Antonio Riello, animati dal gallerista di Mannheim Angelo Falzone. Dopo alcune mostre significative in Germania il gruppo si scioglie nel 1997.
Tale esperienza fa emergere il carattere ironico, talvolta caustico, del linguaggio di Bonomi, nella quale gioco e arte si intrecciano per proporre il suo sguardo critico sulla realtà contemporanea, soprattutto per quanto riguarda il mercato dell'arte.
Lo strumento ludico viene impiegato da Bonomi anche per affrontare tematiche più complesse come la guerra. Di essa non viene mai mostrato l'aspetto distruttivo e sanguinario ma viene ridicolizzato e affrontato con approccio ironico, miniaturizzando i soggetti e quindi permettendo all'osservatore di mantenere il controllo su quanto sta accadendo.

### L'attività didattica e l'impegno ambientalista
Dal 1993 Bonomi inizia la propria collaborazione con il Museo A come Ambiente di Torino dove tiene dei laboratori didattici pensati per sensibilizzare i più giovani al riciclo ma anche avvicinarli al mondo dell'arte in maniera attiva e creativa. Nel 1995 si impegna con il Dipartimento Educazione del Museo d'Arte contemporanea del Castello di Rivoli.
Con questi laboratori Bonomi vuole tentare di superare la barriera di diffidenza che solitamente si interpone tra l'artista e lo spettatore: facendo partecipare i giovani alla realizzazione dell'opera d'arte li si rende coautori, soprattutto per quanto riguarda la fase operativa. Il senso dell'opera viene introdotto nel loro pensiero mentre si condivide l'atto manuale. Bonomi non si propone come insegnante ma come partner paritario in un gioco che sfocia nella creazione di un'opera della quale può trarre soddisfazione ogni interlocutore, riprendendo le teorie sul valore della didattica proposte da Bruno Munari.
Obiettivo dell'artista è quello non solo di stimolare l'immaginazione e la creatività degli allievi ma anche sensibilizzarli al riciclo e al riutilizzo, con spirito ambientalista. Nel 2021 partecipa alla realizzazione del globo Biomotoperpetuo nel contesto del progetto WePlanet. Precedentemente, nel 2015, partecipa a Nature. Arte ed ecologia, curata da Margherita de Pilati alla Galleria Civica di Trento, dove Bonomi presenzia con Il cromosoma X della pecora Dolly, per affrontare il tema dell'ecologia e dell'intervento dell'uomo sulla natura.

## Opere nei musei
- Non omnis moriar, 1998, Museo Su logu de s'Iscultura, Tortolì
- Romeo e Giulietta, 1998, Collezione VAF-Stiftung, Museo d'arte moderna e contemporanea di Trento e Rovereto
- Fatina-fatata-fatale, 1999, Collezione VAF-Stiftung, Museo d'arte moderna e contemporanea di Trento e Rovereto
- Il naufragio della speranza, 2000, Collezione VAF-Stiftung, Museo d'arte moderna e contemporanea di Trento e Rovereto
- Altare, 2002, Musei civici di Parma
- Il cromosoma X della pecora Dolly, 2003, Collezione VAF-Stiftung, Museo d'arte moderna e contemporanea di Trento e Rovereto
- Il cromosoma X della pecora Dolly, 2003, Museo A come Ambiente, Torino
- Fenomeno naturale, 2004, Collezione VAF-Stiftung, Museo d'arte moderna e contemporanea di Trento e Rovereto
- Regalo impossibile, 2006, Museo Ritter, Waldenbuch